# Pensiero di Agostino d'Ippona
Il pensiero di Agostino d'Ippona, che ha avuto una notevole influenza nella storia della filosofia, rappresenta quella concezione teologica cristiana nota come agostinismo.

## Il pensiero teologico e filosofico
Per comprendere il pensiero di Agostino non si può prescindere dal suo vissuto esistenziale: egli cercò sempre di conciliare l'atteggiamento contemplativo con le esigenze della vita pratica e attiva. Poiché visse spesso drammaticamente il conflitto tra i due estremi, il suo pensiero consistette nel tentativo grandioso di tenere uniti la ragione e il sentimento, lo spirito e la carne, il pensiero pagano e la fede cristiana.
Fu proprio l'insoddisfazione per quelle dottrine che predicavano una rigida separazione tra bene e male, tra luce e tenebre, a spingerlo ad abbandonare il manicheismo, e a subire l'influsso dapprima dello stoicismo e poi soprattutto del neoplatonismo, i quali viceversa riconducevano il dualismo in unità, così che oggi gli studiosi concordano sul fatto che la filosofia agostiniana è sostanzialmente di stampo neoplatonico. Ciò significa che Agostino recepì il pensiero di Platone filtrato attraverso quello di Plotino.

Rispetto a questi ultimi tuttavia egli introdusse alcuni concetti nuovi marcatamente religiosi e attinenti in particolare alla fede cristiana: sostituì ad esempio la teoria della reminiscenza delle Idee con quella dell'illuminazione divina; o ancora, concepì la creazione dell'universo non semplicemente come un processo necessario tramite il quale Dio (plotinianamente) si manifesta e produce se stesso, ma come un libero atto d'amore, tale cioè che si sarebbe anche potuto non realizzare. E soprattutto, il Dio di Agostino non è quello impersonale di Plotino, ma è un Dio vivente che si è fatto uomo. All'amore ascensivo proprio dell'eros greco, egli avvertì così l'esigenza di affiancare l'amore discensivo di Dio per le sue creature, proprio dell'agape cristiano.
Secondo Agostino di conseguenza, anche il mondo e gli enti corporei, essendo frutti dell'amore divino, hanno un loro valore e significato, mentre i platonici tendevano invece a svalutarli. Questo tentativo di collocare la storia e l'esistenza terrena entro una prospettiva celeste, dove anche il male trovi in qualche modo spiegazione, rimase sempre al centro delle sue preoccupazioni filosofiche.

### Il problema del male
Alcune delle questioni fondamentali a cui Agostino cercava una risposta erano in particolare le seguenti:
- Se c'è Dio, che è buono e vuole il bene per le sue creature, perché allora permette che ci sia il male e il dolore?
- E perché l'uomo, che pure è fatto a Sua immagine e somiglianza, compie deliberatamente il male?

Si trattava dei quesiti che erano sorti in lui sin da giovane, e per rispondere ai quali aveva deciso, prima della propria conversione al Cristianesimo, di aderire alla dottrina manichea: questa presumeva di spiegare il Male facendone uno dei due Princìpi che, insieme al Bene, hanno creato il mondo.
Dopo aver preso in considerazione la vita di Gesù Cristo, però, egli ritenne insoddisfacente una tale spiegazione. Cristo infatti aveva sconfitto il male, pur attraverso una lunga tribolazione nella quale si era sottoposto volontariamente ad esso.
Ciò comportava una serie di altre domande:
- Ma allora Dio, che può tutto ed è perfetto, perché ha dovuto subire il male per riuscire a vincerlo?
- E se questo accade, Egli è ancora un Dio onnipotente?

I vari tentativi di risposta condussero Agostino a ipotizzare che esistono almeno tre tipi di male:
- il male metafisico;
- il male morale;
- il male fisico.

#### Il male metafisico
Dal punto di vista metafisico, Agostino si convinse di come il "male" (iniquitas) non esista, o, per meglio dire, non abbia consistenza. Esiste solo il bene, o i beni; il male invece, o i mali, sono semplicemente "privazione", mancanza di bene. In tal modo, svuotando il male di ogni valore ontologico, Agostino raggiunse l'obiettivo di confutare il dualismo manicheo. Per dirla come farà Tommaso d'Aquino, non esiste la bruttezza in sé, questa è semplicemente mancanza, privazione di bellezza; parimenti non esiste l'errore in sé, perché questo è semplicemente assenza di verità. A dimostrazione di ciò, Agostino proponeva un sillogismo:
1. tutto è stato creato da Dio;
2. Dio è sommamente buono;
3. dunque ogni realtà da Lui creata è buona, e non ne esistono di malvagie.

Ora, però, queste stesse realtà così create saranno "altro" da Lui. Non possono partecipare appieno della Sua perfezione, del Suo sommo grado di bontà, della Sua immortalità. Ogni bene cioè, sia materiale che spirituale, risulta come disposto su una "scala gerarchica", in cima alla quale sta Dio. Quando l'uomo sceglie i beni inferiori, egli sceglie pur sempre dei beni, ma questi rappresentano, di fronte al sommo Bene, una privazione. In ciò consiste la possibilità metafisica del male: esso è dovuto a una rinuncia al sommo Bene, in favore di una scelta rivolta a beni inferiori. Lo stesso peccato originale non consiste nell'aver mangiato il frutto dell'albero del bene e del male che, creato da Dio, è anch'esso buono, bensì nell'aver rinunciato al sommo Bene, a Dio, nel momento in cui Adamo ha voluto sostituirsi a Lui.
La concezione agostiniana del male metafisico come assenza di perfezione porta a identificare il Bene con l'essere di platonica memoria; e si ricollega in particolare alla dottrina di Plotino, dove la sola e autentica realtà era l'Uno, che giungeva poi a disperdersi fino agli strati più bassi della materia, come una luce che si allontana man mano dalla sorgente. Come non esiste una fonte dell'oscurità, così il male è un semplice non-essere.
In tal modo Agostino trova soluzione al problema che lo angustiava quando all'interno delle posizioni manichee non riusciva a spiegarsi perché mai i due principi, il Bene ed il Male, dovessero raggiungere l'uno la vittoria e l'altro la sconfitta. Se infatti ambedue avessero avuto la stessa potenza, la lotta avrebbe dovuto essere incerta, mentre secondo il manicheismo la vittoria del Bene si sarebbe realizzata comunque. Grazie ai suoi studi neoplatonici, Agostino risolse il problema dei due Principi contrapposti alla radice, convincendosi che esisteva un solo Principio da cui tutto discendeva: il Bene.

#### Il male morale
Il male metafisico si trasforma, secondo Agostino, in un male morale a causa di un errore della volontà umana: questa sceglie d'indirizzare l'uomo verso qualcosa, un bene particolare scambiato per il Bene sommo che è solo Dio.
In realtà ogni essere è buono, perché creato da Dio. Non può esserci un principio del Male contrapposto a quello del Bene e in lotta con esso, perché nessun principio assoluto, in quanto tale, tollera per così dire la compresenza di un altro principio egualmente assoluto, altrimenti non sarebbe appunto assoluto e totale, bensì relativo.
Allo stesso modo è da escludere che il Male trovi la sua ragion d'essere in Dio. Nelle sue scelte morali però l'uomo, pur essendo guidato dall'amore, possiede anche un libero arbitrio. Egli ha così la possibilità di optare sostanzialmente tra due alternative, liberamente: quando si fa guidare dal vero amore, l'uomo sceglie sempre il sommo Bene, perché, illuminato dalla luce di Dio, egli impara a valorizzare i beni minori secondo la loro effettiva gerarchia. Quando invece è guidato da un amore alterato, egli è portato a desiderare un tipo di bene inferiore, come la ricchezza o la cupidigia, che da lui vengono trattati e considerati come beni superiori. In ciò risiede la possibilità del male morale.

#### Il male fisico
Agostino non negava la sofferenza e neppure il peccato, nel senso cristiano. Il male fisico, da un lato, è conseguenza del male morale, poiché scaturisce dalla stessa origine metafisica, ontologica, ossia da un non-essere. Dall'altro, tuttavia, esso ha per Agostino anche un significato positivo, tramutandosi alle volte in uno strumento capace di condurre alla fede per vie imperscrutabili. In tal modo Agostino supera una convinzione diffusa nel periodo precedente, che concepiva la malattia e il dolore esclusivamente come una sorta di punizione divina delle azioni umane.
Il male fisico è lo stesso che persino Cristo dovette subire, per nostra espiazione, durante la Passione e il martirio sulla croce, pur essendo onnipotente: Egli non vi si oppose per lasciare libertà d'azione alla volontà umana.

### Il libero arbitrio
Ecco allora che il problema del male si connette con quello della libertà umana. Se l'uomo non fosse libero, egli non avrebbe meriti, né colpe. Il dilemma che si pone con questa affermazione è se esista il libero arbitrio oppure la predestinazione, problema che si è venuto a creare in seguito al peccato originale:
- Dio, che è onnisciente e conosce il futuro, ha dato piena libertà all'uomo, ma sa che, lasciandolo libero, questi peccherà. Dio potrebbe anche intervenire per impedirglielo, ma non lo fa per non interferire col suo libero arbitrio;
- l'uomo, così peccando, ha commesso il peccato originale, con cui ha compromesso la propria libertà, volgendola contro se stessa. Sebbene egli sia divenuto indegno di ricevere la salvezza, Dio, conoscendo le sue possibili scelte verso il male o verso il bene, dona ad alcuni, con la Grazia, la possibilità di salvarsi, mentre ad altri lascia la libertà di dannarsi; tuttavia, questa non è una scelta divina arbitraria, ma è semplicemente la prescienza di Dio che, nell'eternità (cioè oltre il tempo), vede coloro che possono ricevere la Grazia e coloro che non possono. Questi ultimi anche se la ricevessero non solo non si salverebbero, ma si dannerebbero ancor più.

Per Agostino dunque la volontà di Dio precorre semplicemente la volontà dell'uomo, non la costringe, poiché tale nostra volontà è l'unica davvero che ci renda meritevoli della salvezza o della dannazione; infatti, anche se nessun uomo potrebbe salvarsi con la sola propria volontà, coloro che potrebbero salvarsi vengono soccorsi dalla Grazia divina, che li aiuta nella loro predisposizione. Tale concetto si spiega nella risposta evangelica di Cristo ai suoi discepoli, che gli avevano chiesto:

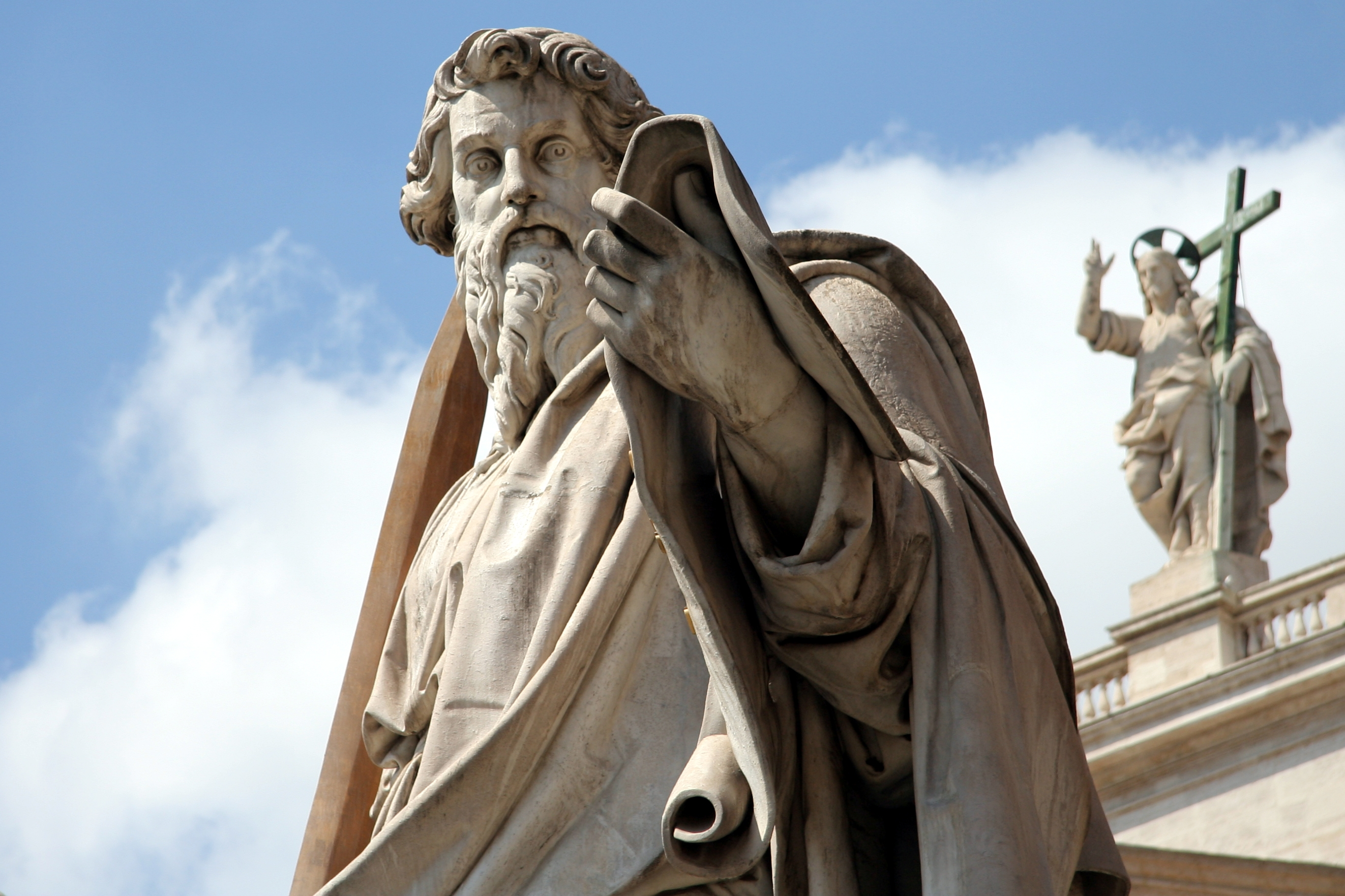
Paolo di Tarso

Sarebbe d'altronde impossibile indagare le ragioni per cui Dio interviene a favore di alcuni e non di altri, perché noi non abbiamo titoli per criticare Dio. Agostino si rifà in proposito alle parole di Paolo di Tarso: «O uomo, chi sei tu per disputare con Dio? Oserà forse dire il vaso plasmato a colui che lo plasmò: "Perché mi hai fatto così?". Forse il vasaio non è padrone dell'argilla, per fare con la medesima pasta un vaso per uso nobile e uno per uso volgare?».
Fondamento della libertà umana è dunque per Agostino la Grazia divina, perché solo con la grazia l'uomo diventa capace di dare attuazione alle proprie scelte morali. Va distinto in proposito il libero arbitrio, che è il desiderio di scegliere in linea teorica tra il bene e il male, dalla libertà, che è invece la volontà di mettere in pratica queste scelte. Qui si inserirà anche la polemica degli ultimi anni di Agostino contro Pelagio: essendo l'uomo corrotto dal peccato originale di Adamo, e quindi magari animato da buone intenzioni ma facilmente preda di tentazioni malvagie, Dio non solo interviene per illuminare l'uomo su cosa è il bene, ma anche per infondergli la volontà effettiva di perseguirlo.

### Il problema del tempo
(Agostino d'Ippona, Confessiones XI, 14, 17: 20, 26; 26, 33)
Come il male è un semplice non-essere, allo stesso modo Agostino scoprì che anche il tempo non ha una sua vera consistenza, essendo soltanto privazione, mancanza di essere. Il problema del tempo in Agostino era collegato anzitutto all'obiezione dei pagani riguardo alla creazione del mondo ad opera di Dio: il Dio cristiano o è perfetto, e allora non si capisce perché abbia sentito la necessità di creare l'universo, oppure è imperfetto e solo con la creazione ha potuto raggiungere la perfezione. Pertanto, era perfetto prima e imperfetto dopo, oppure imperfetto prima e perfetto dopo.
Ma il "prima" e il "dopo", affermava Agostino, cioè i limiti del tempo, non riguardano Dio: il tempo è una sua creatura; la sua dimensione è quella dell'eternità. Dio è principio e fine, alfa e omega.
Per Agostino, il tempo è quindi creatura di Dio, oggetto della sua eternità: "l'eterno che cammina". L'universo non deriva da una divinità imperfetta, che abbia sentito il bisogno, la mancanza di creare, ma ne richiede l'esistenza, poiché il tempo e l'evoluzione del creato, che sono all'interno di Dio, sarebbero inconcepibili senza una coscienza creatrice, preesistente a quella dell'uomo, che è il fine ultimo dell'opera divina.
Se il tempo, però, non è un problema per Dio, esso lo è per la comprensione degli uomini.
Il tempo è, infatti, una strana realtà: il passato non è più, il futuro non è ancora e il presente non posso identificarlo nell'istante attuale, perché questo è subito trascorso, non è più. Quindi è una realtà costituita dal non-essere ma che modifica l'essere.
La soluzione di Agostino, che anticipava quella di Henri Bergson, fu assolutamente originale:
per concepire il tempo, realtà dinamica, non si può utilizzare una definizione "statica", ma una dinamica; come non si può concepire un fiume sempre diverso per le sue acque se non esistesse il letto su cui scorrono, così lo scorrere del tempo è accompagnato dalla coscienza che permette che si abbia la comprensione del tempo come memoria del passato, attenzione al presente e attesa del futuro.

### Dal dubbio alla Verità
(Confessioni, X, 8,15)
Nel pensiero di Agostino permane come esigenza fondamentale l'ansia e la ricerca della verità (intesa nella sua dimensione generale e non come singolo enunciato). Poiché l'indagine filosofica e la vita religiosa in lui coesistono e sono inseparabili, una tale ricerca si pone sul piano religioso. Ad esempio, egli affermava che i classici antichi sono solo una preparazione al Cristianesimo: se Cristo fosse vissuto al tempo di Socrate, Platone ed Aristotele, sicuramente costoro ne sarebbero diventati discepoli.
Per Agostino, l'uomo deve vivere secondo la propria ragione, che è ciò che più lo caratterizza e, attraverso un percorso esistenziale, arrivare alla conoscenza di come stanno le cose del mondo. Per evitare orientamenti errati nel proprio cammino di vita, bisogna confutare con l'ausilio della ragione quelle filosofie che negano la verità, ad esempio lo scetticismo. È la Verità che sconfigge le ombre dello scetticismo, manifestandosi come la confutazione dell'errore. Agostino affermava che la verità esiste: partendo dal dubbio scettico arrivava ad una certezza, perché non potrei dubitare se non ci fosse una verità che appunto al dubbio si sottrae. Fu questa intuizione a farlo uscire dal dubbio radicale nel quale egli era caduto durante gli anni bui che precedettero la sua conversione.
L'intuizione con cui il dubbio si rende consapevole nella mia mente è già la verità stessa che si fa strada: «Io provo a dubitare di tutto», diceva il filosofo, «ma, certamente, anche con il dubbio più radicale, sono certo che sto dubitando». Dunque: «Si enim fallor sum. Nam qui non est, utique nec falli potest, ac per hoc sum si fallor» («Se infatti mi sbaglio, vuol dire che esisto: chi non esiste non può nemmeno sbagliarsi; dunque, siccome mi sbaglio, esisto»). Almeno fino alla concezione cartesiana, esistevano due tipi di dubbio:
- il dubbio scettico, un dubbio totale, radicale, che coinvolge tutto l'uomo e porta alla negazione della conoscenza e della verità;
- il dubbio agostiniano, un dubbio totale, ma non radicale, da cui hanno origine le certezze di cui l'uomo ha bisogno.

Le caratteristiche della Verità per Agostino sono le seguenti:
- La Verità è infinita, perfetta, eterna, ed esisterà anche se il mondo scomparirà;
- La Verità si trova nel mondo interiore dell'uomo, mentre gli scettici sostenevano che non vi fosse alcuna verità o meglio che non fosse possibile trovarla;
- La Verità viene da Dio, che è presente nell'anima di ogni uomo. Ma la verità è presente anche nell'uomo, quindi la Verità è la luce di Dio, la Verità è Dio. Questa concezione collega Agostino a Plotino che affermava che la divinità, cioè l'Uno, è la Verità.

Perciò affermava Agostino:
(De vera religione, XXXIX)
Il processo conoscitivo, sostiene infatti Agostino, non può che nascere all'inizio dalla sensazione, nella quale il corpo è passivo, ma poi interviene l'anima che giudica le cose sulla base di criteri che vanno oltre gli oggetti corporei.
Egli osserva come ad esempio i concetti matematico-geometrici che applichiamo agli oggetti corporei abbiano le caratteristiche spirituali della necessità, dell'immutabilità, e della perfezione, mentre gli oggetti in sé sono contingenti.
Per esempio nessuna simmetria, nessun concetto perfetto si potrebbe riconoscere nei corpi se l'intelligenza non conoscesse già in anticipo questi criteri di perfezione.
Da dove deriva questa perfezione? La risposta è che al di sopra della nostra mente c'è una somma Verità, una ratio superior, ossia più elevata del mondo sensibile, dove le idee restano immutate nel tempo e ci permettono di descrivere la realtà degli oggetti contingenti.
Si può notare come Agostino assimili quei concetti perfettissimi alle Idee di Platone, ma diversamente da quest'ultimo (come già segnalato in precedenza) egli le concepisce come i pensieri di Dio che noi intuiamo non in virtù della platonica reminiscenza, ma grazie a un'illuminazione operata direttamente da Dio.
L'intelletto umano trova la verità come Oggetto ad esso superiore: la verità misura di tutte le cose, e lo stesso intelletto è "misurato" rispetto ad essa, al punto tale che in riferimento alla verità non si potrebbe neppure parlare propriamente di oggetto, bensì di Soggetto.
È come se Dio, in quanto essere intelligibile, fosse un sole che illuminando tutte le cose le rende perciò intelligibili: come è necessaria una luce corporea per vedere gli oggetti intorno a noi, così occorre gettare un'altra luce incorporea (Dio) per vedere le idee.
La dimostrazione della Verità coincide quindi con quella dell'esistenza di Dio. In proposito, il filosofo utilizzava un ragionamento per assurdo per dimostrare l'eternità della Verità: se un giorno la Verità non esistesse più, allora sarebbe vero che essa non esiste più. Ciò sarebbe un'assurda contraddizione in termini, per cui la Verità dev'essere eterna. Essa scaturisce da un duplice movimento: da un lato l'anima la cerca, secondo un assunto che presenta notevoli influenze platoniche: la fuga dal corpo avviene perché l'anima ricerchi la Verità. In questa ricerca ci sono anche influenze socratiche che si rifanno al motto conosci te stesso. Dall'altro però, anche Dio vuole farsi conoscere dall'uomo, perché non è il Dio impersonale dei platonici: Egli ama le sue creature. L'eros (la brama possessiva che l'uomo ha di Dio) si fonde così con l'agape (l'amore incondizionato di Dio). Parafrasando San Paolo, Agostino affermava che l'uomo può raggiungere la Verità, ma non la può possedere, poiché sarebbe possedere Dio; piuttosto, l'uomo ne viene posseduto.
Ciò significa che Dio, per un verso, è immanente alla ragione umana, cioè è presente dentro di noi come condizione del nostro pensare: i nostri pensieri nascono da Lui, sebbene Egli sia inconscio e prema perciò per affiorare alla nostra coscienza. Per altro verso, però, Dio è trascendente, cioè è assolutamente "Altro" da noi: Egli è il traguardo ultimo dei nostri pensieri che sbadatamente rivolgiamo agli oggetti finiti. Poiché Dio è infinito, non possiamo racchiuderlo in una definizione esaustiva. Per questo, nel risalire a Lui, occorre andare oltre i confini della nostra ragione, fino a vivere l'estasi intuitiva, nella quale Dio e il mondo, che prima erano separati da un insormontabile divario, finalmente si riconciliano: «Il nostro cuore non ha pace finché non riposi in Te».

#### Fede e ragione
Donando la fede, Dio esaudisce così la richiesta di senso da parte della ragione. Agostino cercò di approfondire il rapporto tra fede e ragione soprattutto in seguito alla polemica contro i manichei che giudicavano la religione cristiana credulona e primitiva. Per Agostino la fede cristiana non è mai disgiunta dalla razionalità: nel rapporto con Dio, il credere e il comprendere si condizionano a vicenda. Si crede purché si comprenda, e si comprende purché si creda. Agostino si accorse che il credere è una condizione ineliminabile della vita umana, tutta fondata su credenze che noi prendiamo per buone prima di averle personalmente sperimentate. A ben guardare, tutte le nostre conoscenze si fondano su atti di fede, i quali però una volta accolti rendono possibile una coscienza critica, mostrando così la loro sensatezza. Questo è il significato del credo ut intelligam, cioè credo per poter comprendere. E a sua volta il comprendere aiuta a riconoscere come vero ciò che prima andava accolto ciecamente per un atto di fede: questo è il significato dell'intellego ut credam, cioè comprendo per poter credere. Si tratta anche qui di concetti di derivazione neoplatonica che vedono l'essere e il pensiero, la realtà e la ragione, uniti indissolubilmente in un rapporto di reciproca complementarità.
Agostino affermò tra l'altro che il pensiero umano possiede una natura a immagine e somiglianza di quella divina, trinitaria, con tre funzioni per un solo ente: pensare, intendere e volere, distinte e sovrapponibili. Un intervento del creatore in questa direzione induce nell'uomo una fiducia nelle proprie capacità intellettuali. La ragione infatti si costituisce come tale solo in quanto si fa espressione del Principio sovra-razionale da cui emana, ma poiché essa non lo può dedurre da sé in termini logici, ha per questo bisogno di una rivelazione da parte di Dio stesso, che venga incontro all'uomo illuminandolo. La fede è dunque il completamento della teologia negativa, presentandosi come l'aspetto positivo e rivelato di Dio.
In virtù del nesso che lega il credere e il capire, la Chiesa cattolica e le Scritture hanno per Agostino titoli sufficienti per poter richiedere fede nelle loro affermazioni. Egli accentuò così sempre più l'importanza del concetto di autorità, specialmente contro avversari che si mostravano sordi ad ogni argomentazione razionale. Agostino giunse a giustificare, seppur controvoglia, l'intervento coercitivo dello stato nei confronti di coloro (come i donatisti) che ritenevano di impersonare la vera Chiesa in opposizione alla corruzione e secolarizzazione di quella Romana.

#### Il problema trinitario

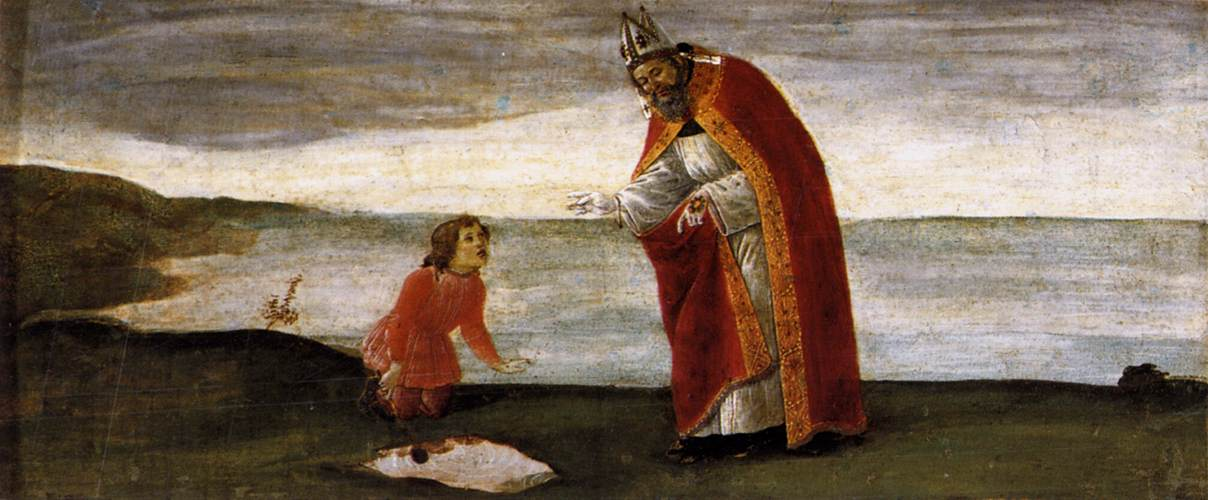
Lo studio gravoso del problema trinitario da parte di Agostino ha dato vita alla leggenda, qui raffigurata, di un suo incontro con un angelo in veste di fanciullo sul litorale laziale (Botticelli, Pala di San Barnaba, 1488 circa)

Grande impegno richiese ad Agostino lo studio della natura della Trinità cristiana. Da giovane egli riteneva che questa fosse assimilabile alle tre ipostasi di Plotino (Uno, Intelletto e Anima): la somiglianza con queste ultime gli risultò di grande conforto, incoraggiandolo a vedere nei dogmi cattolici una concezione tutt'altro che ripugnante alla filosofia, ma che anzi si accordava con essa.
Nel prologo del Vangelo di Giovanni egli vedeva così formulato il rapporto di processione tra Dio e il Logos (l'eterna Parola del Padre) in maniera simile a quello formulato da Plotino: rapporto di identità («il verbo era Dio») e, insieme, distinzione («il Verbo era presso Dio»). E identificò pertanto il Lògos, seconda persona della Trinità, con l'Intelletto eterno, ovvero la Mente ordinatrice che secondo i neoplatonici presiede all'universo: in Lui consistono le Idee, in virtù delle quali il mondo, che da esse è illuminato, non solo viene in tal modo creato, ma anche reso conoscibile. Il soffio vivificatore dell'universo o Anima Universale secondo Plotino procedeva poi dall'Intelletto, il quale a sua volta presupponeva il puro Uno: pur vedendovi la conferma dell'eterna relazione tra Dio Padre, il suo Figlio Unigenito, e lo Spirito Santo, Agostino avvertiva che Plotino ignorava (quando in realtà esplicitamente negava) l'Incarnazione di Dio, così come la sua Passione, Morte e Resurrezione. Nei suoi libri
(Confessioni, VII, 9)
In età adulta Agostino, profondendosi nella lunga elaborazione del De Trinitate, andò oltre la concezione di Plotino e interpretò le sue ipostasi in senso analogico, come un particolare modo di esprimere la triade divina, riconducibile a tre momenti, tre proprietà spirituali di una stessa realtà che rimane pur sempre Una: non le vide più subordinate l'una all'altra, ma in un rapporto paritario. L'impronta di questa triade nell'uomo è rintracciabile diversamente a seconda della prospettiva con cui la si guardi. I tre momenti di cui consta, che nello schema originario delle Confessioni consistevano nell'esse-nosse-velle, danno luogo ad esempio alle facoltà della memoria, dell'intelletto, e della volontà, oppure dello spirito, della conoscenza, e dell'amore.

Nella prospettiva dell'amore, Padre, Figlio e Spirito Santo corrispondono all'Amante, all'Amato e all'Amore: 
Rispetto all'ortodossia greco-orientale che insisteva sulla distinzione fra le tre Persone della Trinità, Agostino resta quindi fedele alla tradizione latina dandone un'interpretazione unitaria; per lui le tre Persone sono tre forme di relazione di un'unica sostanza (o essenza) divina.

### La visione escatologica della storia
Agostino fu il primo filosofo a introdurre la storia nella filosofia, una dimensione ignota al pensiero greco. Egli si appropriò della concezione escatologica dell'Antico Testamento, secondo cui Dio si serve della storia per realizzare i propri progetti di redenzione. Nel pensiero greco era certamente presente l'idea della contrapposizione tra bene e male, ma era assente la nozione del peccato, per cui non c'era una visione lineare della storia (come percorso di riscatto verso la salvezza), e il mondo era concepito soltanto in forma ciclica. Agostino invece ebbe presente come la lotta tra bene e male si svolge soprattutto nella storia. Ciò significa che Dio interviene attivamente nella vita terrena degli uomini, interessandosi a loro per educarli e liberarli dalle catene della corruzione.
In Agostino ricorre spesso la metafora politico-militare dell'esercito per descrivere il rapporto fra il popolo di fedeli e il principio divino. In particolare, in uno dei suoi dialoghi filosofici la cui stesura iniziale risale agli anni del soggiorno milanese, l'esercito, in quanto formazione militare schierata in campo aperto, funge da metafora dell'estrema difficoltà che gli esseri umani incontrano nel cogliere la bellezza, l'ordine e l'armonia che contraddistinguono il mondo, spingendosi con lo sguardo oltre l'apparente caos che sembra dominare la loro vita e quella dell'intero universo. Altrove, tuttavia, l'esercito, inteso come corpo di coloro la cui professione prevede l'uccisione di altri esseri umani, rientra fra gli esempi di cose che, a dispetto della loro natura «tetra», concorrono al disegno stabilito da Dio.

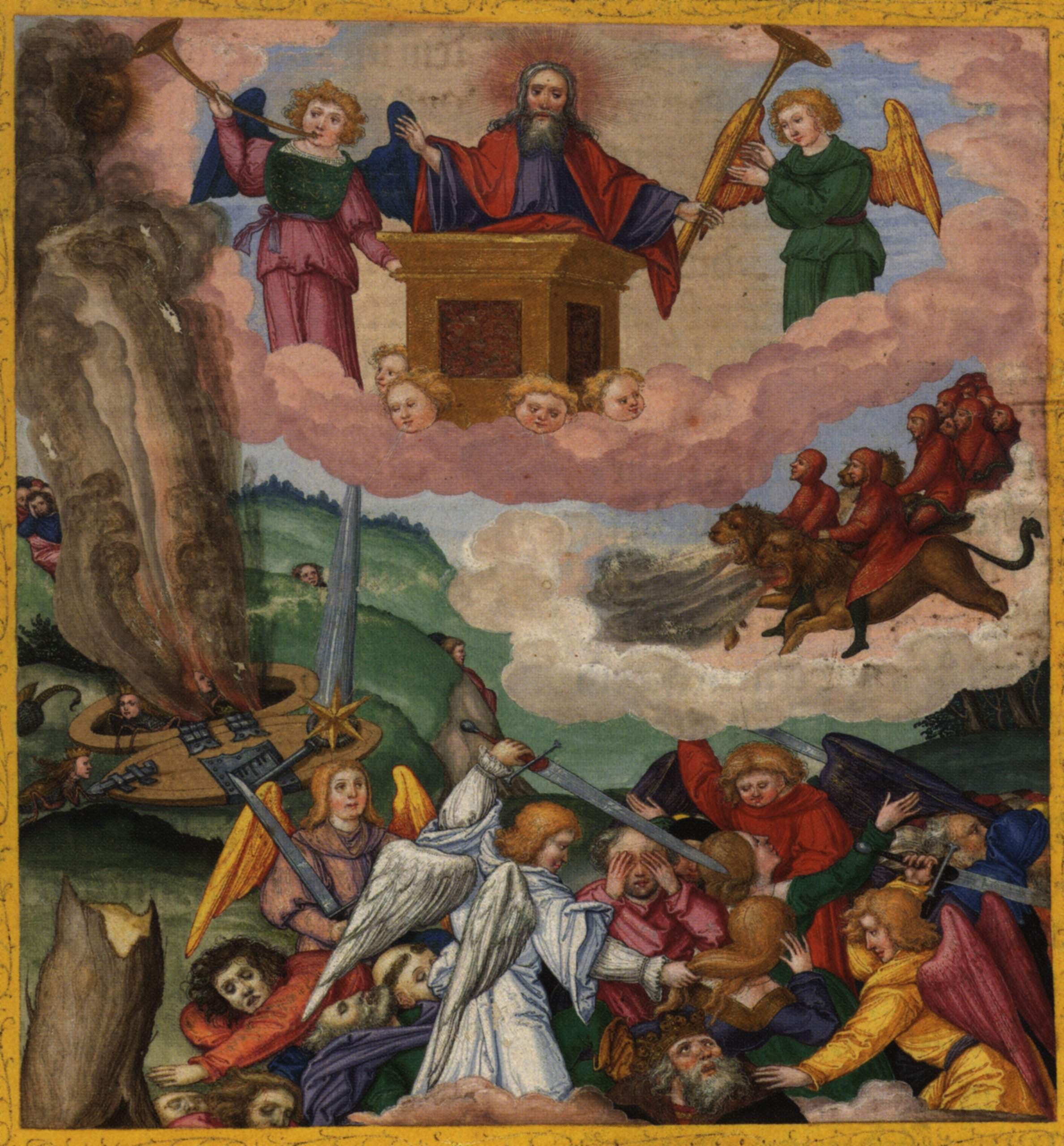
Illustrazione dell'Apocalisse cristiana (di Matthias Gerung, 1532) che raffigura lo scontro tra le armate celesti e quelle terrene.

Secondo Agostino, si possono identificare due città, ovvero due comunità fondamentali in cui sono riuniti gli esseri umani: la città di Dio, cioè la comunità di coloro cui la prescienza divina ha accordato la fede in virtù della sua grazia, e che saranno destinati a salvarsi e risorgere. E la città degli uomini, ovvero la comunità governata dall'amor sui (dall'amore di sé) e delle ricchezze terrene, opposta alla prima. Sebbene scelga come simboli Gerusalemme e Roma, cioè la Chiesa e l'Impero Romano, Agostino non identifica mai la città di Dio con la Chiesa (perché anche in essa convivono buoni e cattivi), né fa coincidere la città terrena con uno stato preciso. Fu questa tuttavia l'interpretazione che allora prevalse tra gli esegeti dell'opera agostiniana, secondo cui la città di Dio è rappresentata sulla terra dalla Chiesa come comunità dei credenti animati dall'amor Dei, mentre la città degli uomini venne identificata in tutto e per tutto con Roma e con il suo impero.
Per proteggere la Chiesa dalle accuse di provocare la dissoluzione della civiltà romana, Agostino aveva piuttosto voluto spiegare che l'Impero aveva sì avuto, fino a un certo momento, la funzione di riunire e sussumere sotto un'unica autorità tutti i popoli dapprima dispersi, ma ora trovava le ragioni della sua decadenza nella suprema volontà di Dio, secondo cui sarà la Chiesa, da questo momento in poi, a guidare gli uomini verso l'unica salvezza possibile, quella rappresentata dalla fede. La sua decadenza non poteva, quindi, essere imputata in alcun modo alla religione cristiana, ma era il frutto di un processo storico teleologicamente preordinato da Dio in funzione della risurrezione di quegli uomini che, vivendo nella misericordia di Dio ed evitando di smarrire la propria libertà nel cedimento alle tentazioni malvagie, avrebbero potuto godere della salvezza divina quando la città degli uomini sarebbe stata distrutta per sempre. In questo senso la decadenza di Roma venne interpretata come un preannuncio di questa prossima distruzione e, quindi, come una esortazione per gli uomini ad abbandonare l'attaccamento alle cose terrene per volgersi al solo Bene rappresentato da Dio; fu un'interpretazione che si protrasse per tutto il Medioevo, specie in seguito alle lotte per la supremazia tra il Papa e il Sacro Romano Impero.
Secondo Agostino, tuttavia, permaneva un abisso tra Dio e il mondo. La divina provvidenza, pur guidando il cammino dell'umanità, rimane esterna e trascendente rispetto ad esso: lo guida, nel senso che l'indirizza fino al punto in cui la Storia avrà termine, per sboccare in ciò che è oltre il tempo. Principio e Fine restano pertanto al di là e trascendenti.

### L'uomo è ciò che ama
(da In epistolam Ioannis ad Parthos)

Agostino fece riflessioni anche sulle passioni e sui desideri dell'uomo; egli affermava che, esistendo volontà in tutte le passioni, le passioni altro non sono che la volontà stessa. I vari sentimenti umani non sono altro che l'espressione e la manifestazione della nostra volontà; tale legame fra volontà e sentimenti è testimoniato dal sentimento più forte, ovvero l'amore. Agostino intende l'amore come il motore della volontà, la tendenza naturale dell'uomo ad ottenere un certo bene, e tale tendenza è continua e costante: non esiste, infatti, una sola azione dell'uomo che non sia generata da tale tendenza. Dunque, se la volontà è ciò che più di ogni altra cosa caratterizza l'uomo, egli affermava, l'uomo è ciò che ama. Il problema morale proposto da Agostino dunque riguardava il cosa amare, e non il perché amare o se amare. A questa domanda, Agostino rispondeva che, tra le infinite cose che si possono amare, si possono distinguere due vie d'amore: l'amore per le creature, che porta al disprezzo del Creatore, e l'amore per il Creatore, che porta al disprezzo delle creature. Il punto centrale della morale agostiniana è proprio la "carità" (dal latino charitas), intesa nel senso originale di amore, che deve tendere verso Dio, poiché Dio stesso ne è sorgente; infatti, se la volontà procede naturalmente verso un qualche bene, seppur basso, dunque deve e può procedere verso Colui che è il Bene Assoluto, poiché il Bene Assoluto richiama l'amore come l'amore richiama il Bene Assoluto stesso. Riassumendo in una frase il pensiero morale di Agostino, egli stesso dice:
(Agostino d'Ippona, "In epistolam Ioannis ad Parthos", discorso VII, 8)
L'amore, a cui Agostino si dedicò in particolare durante i suoi anni di vescovato, tende per natura ad unire, cioè all'Uno. La radice dell'amore, quindi, è l'unione con Dio attraverso la quale nasce e si nutre l'amore, che, ponendosi come centro della morale e della volontà, non può che generare il bene.

## La dottrina di Agostino alla prova della storia

### Filosofia agostiniana

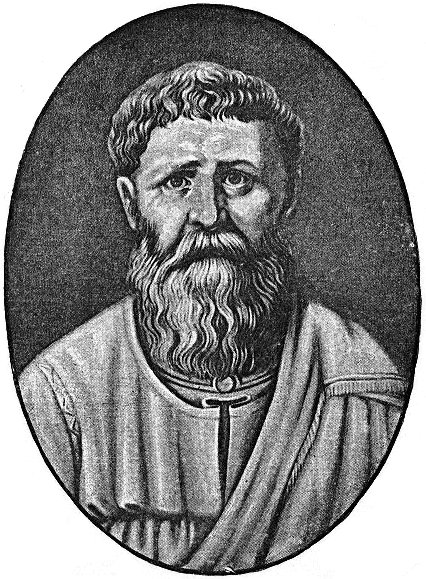
Agostino, soprannominato Doctor gratiae.

Nella storia dell'agostinismo filosofico si possono distinguere tre fasi distinte.
La prima, il periodo del suo trionfo quasi esclusivo ad occidente, durata fino al XIII secolo. In questo periodo si può tranquillamente affermare che Agostino fu il Grande Maestro dell'Occidente. Non ebbe rivali o, se ce ne fosse stato uno, sarebbe stato uno dei suoi discepoli, Gregorio Magno che, dopo essersi formato alla sua scuola, diffuse le sue teorie. Il ruolo di Agostino ad occidente, che inserì il neoplatonismo nelle scuole cristiane occidentali, corrispose a quello di Origene Adamantio ad oriente, con la differenza che il vescovo di Ippona riuscì meglio a liberare le verità del platonismo dai sogni dell'immaginazione orientale. Da quel momento, si iniziò una corrente di dottrine platoniche che non avrebbe mai più cessato di influenzare il pensiero occidentale.
Tale influenza si mostrò in vari modi: nell'opera dei compilatori di questo periodo quali Isidoro, Beda ed Alcuino di York, che si ispirarono abbondantemente ai lavori di Agostino, nei predicatori del sesto secolo, in particolar modo san Cesario; nelle controversie, specialmente nelle grandi dispute del nono e dodicesimo secolo sulla validità delle ordinazioni simoniache, dove i testi di Agostino svolsero il ruolo principale; nel periodo pretomistico della Scolastica, che si andava formando, vale a dire in Anselmo d'Aosta, sant'Alberto Magno, Pietro Abelardo e Ugo di San Vittore, di cui Agostino fu il grande ispiratore. Il pensiero agostiniano, come fece notare William Cunningham, fin dai tempi di Anselmo, ebbe un'enorme influenza anche sul pensiero inglese medioevale: parlando di Pietro Lombardo, i suoi Pensieri sono poco più di uno sforzo di sintetizzare le teorie di Agostino.

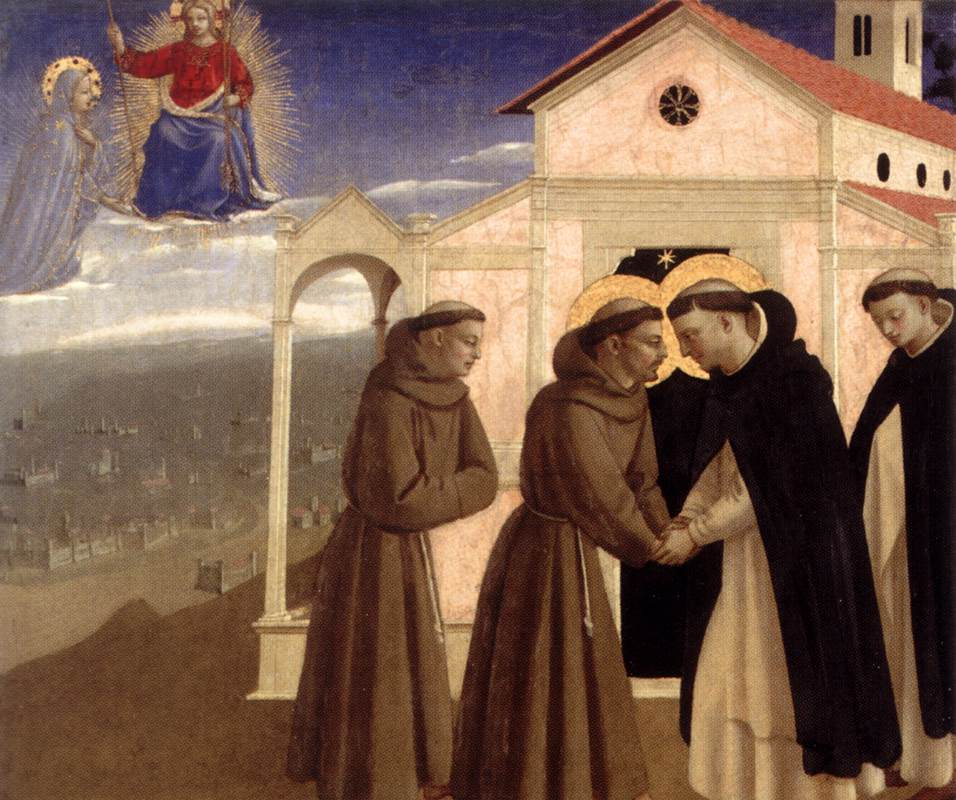
Il confronto tra francescani e domenicani, in un dipinto di Beato Angelico (1429)

La seconda, caratterizzata da un periodo di lotte molto attive, iniziò nel XIII secolo. Ernest Renan (Averroes, p. 259) ed altri sostengono che la guerra contro il tomismo che stava iniziando fu causata dall'infatuazione dei francescani per l'averroismo; ma se l'Ordine francescano si mostrò interamente contrario a San Tommaso, era semplicemente per un sostanziale ripudio delle innovazioni filosofiche. La rivoluzione dottrinale scatenata da Alberto Magno e Tommaso d'Aquino in favore di Aristotele spaventò la vecchia scuola agostiniana sia fra i domenicani che fra i francescani, ma specialmente fra i secondi che erano discepoli dell'eminente dottore agostiniano San Bonaventura da Bagnoregio. Questo spiega le condanne di molte affermazioni di San Tommaso d'Aquino tre anni dopo la sua morte, pronunciate il 7 marzo 1277 dal vescovo di Parigi ed il 18 marzo 1277, dall'arcivescovo di Canterbury Robert Kilwardby, un domenicano. La scuola agostiniana rappresentava la tradizione mentre il tomaismo il progresso. La censura del 1277 fu l'ultima vittoria di un agostianismo troppo rigido. La felice fusione dei due metodi nei due ordini, francescano e domenicano, portò poco a poco ad un accordo su certi punti senza escludere le differenze su altri che erano ancora oscuri (come, per esempio, l'unità o la molteplicità di forme), e contemporaneamente costituì un progresso per tutte le scuole. In seguito, la canonizzazione di San Tommaso causò il ritiro delle condanne di Parigi (14 febbraio 1325). La saggezza e la moderazione della nuova scuola, inoltre, contribuirono grandemente al suo trionfo. Alberto Magno e San Tommaso, infatti, lontano dall'essere avversari di Sant'Agostino come si diceva fossero, avevano seguito i suoi insegnamenti e, pur modificando alcune sue teorie, posizionarono al centro del loro sistema la dottrina del vescovo africano. Da questo momento in poi non esistettero scuole prettamente agostiniane perché ogni scuola si basava sul nuovo metodo. Eliminati alcuni punti particolari, tutte coltivarono la stessa venerazione per il maestro.
La terza fase, dal XV secolo ad oggi, anticipata dal pensiero umanistico di Francesco Petrarca, si sviluppò anche al di fuori degli ambienti ecclesiastici; fu caratterizzata da un minore progresso dell'agostinismo filosofico propriamente detto, in favore di tendenze più marcatamente platoniche. Nel XV secolo Giovanni Bessarione (1472) e Marsilio Ficino (1499) usarono il nome di Agostino per favorire Platone all'interno del pensiero della Chiesa ed escluderne Aristotele. Nel XVII secolo non si possono negare certe somiglianze tra il cartesianismo e la filosofia di Sant'Agostino. Anche Malebranche, nell'attribuire il suo ontologismo al grande Dottore, operò una forzatura, come poi avrebbero fatto molti dei suoi successori del XIX secolo.

### Teologia agostiniana
La storia del sistema di grazia di Agostino sembra mescolarsi quasi indistinguibilmente con gli sviluppi progressivi di questo dogma.
Dopo la morte di Agostino, trascorse un intero secolo di fiere contese (430-529), che terminò con il trionfo dell'agostinismo moderato. Papa Celestino I aveva, invano, sanzionato (431) gli insegnamenti del Dottore di Ippona. I Semipelagiani del sud della Francia non riuscivano a concepire la predilezione di Dio per l'eletto e, per attaccare l'opera di Agostino, si valsero, a volte, delle esagerate formulae di san Fulgenzio, o delle teorie errate di alcuni, isolati, predestinazionisti come, per esempio, Lucido, che fu condannato dal concilio di Arles (475). Tuttavia, la moderazione di Prospero d'Aquitania e le tesi conciliatrici contenute nell'appello a tutti dell'ignoto autore del De Vocatione omnium gentium, aprirono la strada ad un accordo. In virtù di tale accordo, san Cesario di Arles ottenne da papa Felice IV una serie di Capitula che furono solennemente promulgati nel Concilio di Orange, e costituirono la consacrazione al trionfo dell'agostinismo (529). Nel IX secolo, alle riunioni di Savonniéres e Toucy (859-860), l'agostinismo ottenne una nuova vittoria sul predestinazionismo di Gottschalk (Gotescalco). La dottrina della volontà Divina di salvare tutti gli uomini e l'universalità della redenzione furono così consacrate dal pubblico insegnamento. Nel Medioevo queste due verità furono, poi, sviluppate dai grandi Dottori della Chiesa. Fedeli ai principi dell'agostinismo, essi mettevano in particolare rilievo la sua teoria sulla Provvidenza Divina, che prepara a suo piacere le scelte della volontà tramite eventi esteriori ed ispirazioni interne.
Nel XIV secolo nacque una nuova corrente predestinazionista. Oggi si ritiene che l'origine di questa tendenza risale a Thomas Bradwardine, un celebre professore di Oxford che morì da Arcivescovo di Canterbury (1349), e al quale i migliori critici, da Loofs ad Harnack, riconoscono di essere stato l'ispiratore di John Wyclif (1324-1384) stesso; il cui libro De causâ Dei contra Pelagium diede il via, a Parigi, ad animate dispute sulla "predestinazione" agostiniana. Nonostante l'opposizione dei teologi, Wyclif, in nome di Sant'Agostino, adottò l'idea di un determinismo assoluto attraverso il quale formulò il suo fatalismo universale: la necessità di bene per l'eletto e di male per gli altri. Egli immaginò di aver trovato nella dottrina di Agostino la concezione, che per lui divenne una dottrina centrale, che ribaltava ogni moralità ed ogni governo ecclesiastico o civile. Partendo dal presupposto che uno può essere o non essere predestinato, qualsiasi azione od avvenimento non cambierebbe la sua natura: gli stessi peccati sono mortali nel non-eletto, e veniali nel predestinato; gli stessi atti di virtù sono meritori nel predestinato, anche se è un uomo cattivo, e di nessun valore nel non-eletto; i sacramenti amministrati da un non predestinato sono sempre nulli; non esiste alcuna giurisdizione per un prelato, anche se fosse il papa stesso se non è predestinato. Allo stesso modo, non esiste alcun potere civile o politico, in un principe che non è un eletto; nessuno diritto di proprietà per il peccatore o il non eletto.

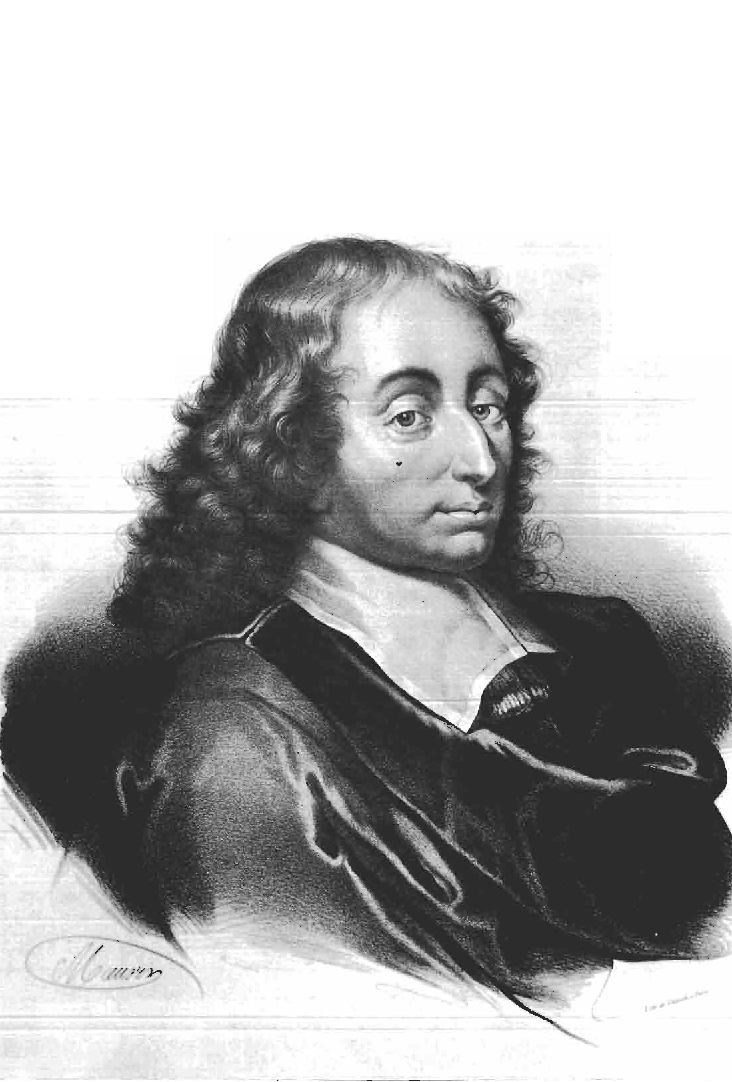
Blaise Pascal, tra i più importanti agostiniani aderenti al giansenismo.

È incontestabile che a Wyclif piacesse citare Agostino come sua fonte: i suoi discepoli, come affermava Thomas Netter Waldensis (Doctrinale, I, XXXIV, § 5), si vantavano continuamente della profonda conoscenza del loro grande Dottore che, con enfasi, chiamavano "Giovanni di Agostino". Walter Waddington Shirley, nell'introduzione a Zizaniorum Fasciculi, pretendeva che le teorie di Wyclif su Dio, sull'Incarnazione e sulla proprietà, erano di purissima ispirazione agostiniana. Nel XVI secolo l'eredità di Wyclif e di Jan Hus, il suo discepolo, fu accettata, sempre nel nome dell'agostinianismo, dai leader della Riforma.
Nel XVII secolo, il Giansenismo adottò, modificandole, la concezione protestante del peccato originale e l'idea dell'uomo caduto. Esattamente come Lutero, i Gianseniti ammettevano due ordini, uno naturale e l'altro soprannaturale. Tutti i doni che Adamo aveva ricevuto, immortalità, conoscenza, integrità e grazia sono assolutamente necessari per l'uomo stesso. Il peccato originale veniva, perciò, considerato nuovamente come una profonda alterazione della natura umana. Da qui i Gianseniti concludevano che la chiave al sistema di Sant'Agostino può essere trovata nella differenza essenziale tra il governo Divino e della grazia, prima e dopo la Caduta di Adamo. Prima della Caduta, Adamo godé della completa libertà e la grazia gli diede il potere di resistere o di obbedire; dopo la caduta, nell'uomo non c'era più la libertà propriamente detta; c'era solamente spontaneità (libertas a coactione, non libertas a necessitate). La disputa che ne conseguì, durata due secoli, condusse ad uno studio più approfondito del Dottore di Ippona e preparò la strada al definitivo trionfo dell'agostinismo, seppur mitigato.